# Lijst van rampen in Noord-Ierland
Dit is een lijst met rampen op het grondgebied van Noord-Ierland. Deze lijst is een onderdeel van de Lijst van Britse rampen. In deze deellijst zijn alleen gebeurtenissen opgenomen waarbij vijf of meer doden zijn gevallen waarbij geen verwantschap tussen de doden bestond en gebeurtenissen waarbij er sprake is van een zeer groot effectgebied. Aanslagen waarbij meer dan 5 burgers om het leven zijn gekomen zijn ook in deze lijst meegenomen.

## Voor 1900
- 924
  - Een onbekende Vikingvloot vergaat in de Dundrumbaai. Volgens de overlevering komen meer dan 900 opvarenden om het leven.[1]
- 1588
  - 26 oktober – Vergaan van La Girona op de klippen van County Antrim, een Spaans schip behorend tot de Spaanse Armada van 1588. Van de 1300 opvarenden aan boord, overleven er slechts 9 deze ramp. Op de stranden spoelen 260 lichamen aan.
- 1889
  - 12 juni – Spoorwegramp van Armagh op de lijn Armagh-Newry. In de trein is onder meer een klas kinderen op excursie aanwezig. Na een aanrijding komen 78 mensen om het leven en raken er 260 gewond.
- 1890
  - 17 mei – Bij de ingang van Strangford Lough vergaat ten gevolge van een explosie het SS Harold. Hierbij vallen 10 doden.[2]
- 1896
  - 22 april – Het zeilschip Firth wordt letterlijk doorsneden door het stoomschip Marsden op de Oostkust van Noord-Ierland. Van de 24 opvarenden komen er 15 om het leven.

## 20e eeuw

### 1910-1919
- 1917
  - 25 januari – De SS Laurentic loopt op een mijn bij Malin Head ter hoogte van de huidige grens met Ierland. Slechts 121 van de 475 opvarenden overleven deze ramp.
  - 9 oktober – Voor de kust van Ardglass vergaat het stoomschip Champagne. 58 opvarenden komen hierbij om het leven.[3]
- 1918
  - 1 april – De SS Ardglass loopt op een mijn bij Larne. 6 opvarenden vinden hierbij de dood.[4]
  - 20 april – De SS Florrieston tussen de ingang van Strangford Lough en Schotland. 19 opvarenden vinden hierbij de dood.[5]

### 1920-1929
- 1923
  - 5 februari – Bij het kapseizen van een klein schip komen in de buurt van het Ierse Newscastle 9 mensen om het leven.[6]

### 1940-1949
- 1941
  - 15 april – De Belfast Blitz. Dit Duitse bombardement kost circa 1.000 levens, na Londen het hoogste aantal bij een Duits bombardement op Groot-Brittannië.
  - 15 april – Ook de steden Londonderry en Bangor worden aangevallen door Duitse bommenwerpers. Hier vallen respectievelijk 15 en 5 doden.
- 1943
  - 16 oktober – Bij Ballinamallard, Fermanagh stort een Catalina vliegboot neer. 8 van de 10 inzittenden komen om het leven.
- 1944
  - 9 januari – Een Consolidated Catalina van de RAF stort neer bij Boa Island, Lough Erne. 7 doden.
  - 11 februari – Een Consolidated Catalina van de RAF stort neer bij Ely Lodge in Fermanagh. 9 doden.
  - 20 november – Bij Enniskillen stort een militair vliegtuig van de RAF neer. 8 doden.
- 1945
  - 26 november – Een Short Sunderland III van de RAF stort neer bij Knocknagor in het westen van Noord-Ierland. 11 doden.
  - 21 februari – Het IJslandse vrachtschip Dettifoss vergaat bij het Noord-Ierse Belfast. Van de 44 opvarenden worden er 29 gered.

### 1950-1959
- 1953
  - 5 januari – Vliegramp bij Belfast-Nutts Corner Airport. Een Vickers 610 Viking 1B van British European Airways - BEA stort neer. Hierbij vallen 27 doden.
  - 31 januari – Tijdens een zeer zware storm, dezelfde die in Nederland de Watersnood van 1953 veroorzaakte, vergaat de MV Princess Victoria bij de Noord-Ierse Copeland Islands. Deze ramp kost 133 levens.
- 1957
  - 23 oktober – Bij Belfast stort een Vickers 802 Viscount van British European Airways - BEA neer. Hierbij komen 7 inzittenden om het leven.[7]

### 1960-1969
- 1961
  - 4 december – De Nederlandse kustvaarder Stientje Mensinga komt in nood voor de kust van Noord-Ierland. Het West-Duitse schip Maria Schulte schiet te hulp. Tijdens de reddingsactie slaat een sloep om met daarin 5 redders en 4 geredden. Allen verdrinken.[8]

### 1970-1979
- 1971
  - 4 december – Bomaanslag met een auto in een buitenwijk van Belfast. Deze aanslag kost aan 15 burgers het leven.
- 1972
  - 22 februari – Bomaanslag door de IRA in Aldershot. 7 doden, onder wie 6 vrouwen.
  - 21 juli – Bloody Friday in Belfast. Op deze dag exploderen 22 bommen in de stad, waar door 9 slachtoffers vallen.
  - 31 juli – Bomaanslag in Claudy in het noorden van Noord-Ierland. 9 doden en 30 gewonden.
- 1973
  - 12 juli – Bomaanslag in Coleraine. 6 burgers komen om het leven.
- 1974
  - 2 mei – Bij een explosie in een bar in Belfast komen 6 katholieke burgers om.
- 1978
  - 17 februari – Bomaanslag op restaurant La Mon. 12 burgers komen om het leven bij een aanslag op een La Mon restaurant in Belfast.
- 1979
  - 27 augustus - Hinderlaag bij Warrenpoint. 18 militairen van het Britse leger komen om het leven, doordat de IRA twee bermbommen af laat gaan.

### 1980-1989
- 1982
  - 6 december – In Londonderry ontploft een bom in de Droppin’ Well Bar. 6 burgers komen om evenals 11 Britse soldaten.
- 1987
  - 8 november – Remembrance Day bombing. 11 burgers komen om, wanneer een bom ontploft tijdens Remembrance Day in het plaatsje Enniskillen.

### 1990-1999
- 1992
  - 18 januari – Bomaanslag op de weg tussen Omagh en Cookstown, wanneer een bus passeert. Hierbij komen 7 inzittenden om het leven.[9]
- 1993
  - 23 oktober – Een bom ontploft in een winkel in Shankill Road, Belfast. Hierbij komen 11 mensen om het leven.
- 1998
  - 15 augustus – Zware bomaanslag in Omagh. Hierbij komen 29 burgers om het leven, 220 mensen raken gewond.

## 21e eeuw

### 2000-2009
- 2007
  - 16 november – Een woningbrand in de stad Omagh kost aan 7 mensen het leven.[10]